# 좌파전선 (러시아)
좌파전선(러시아어: Левый Фронт)은 러시아의 공산당으로, 구소련 지역의 사회주의자들을 규합해 소련을 재건하는 것을 과제로 삼고 있다. 지도 이념은 마르크스-레닌주의로 소비에트 연방의 지도 이념과 동일하며, 러시아 연방 내에서는 좌익 계열 야당으로 활동하고 있다. 

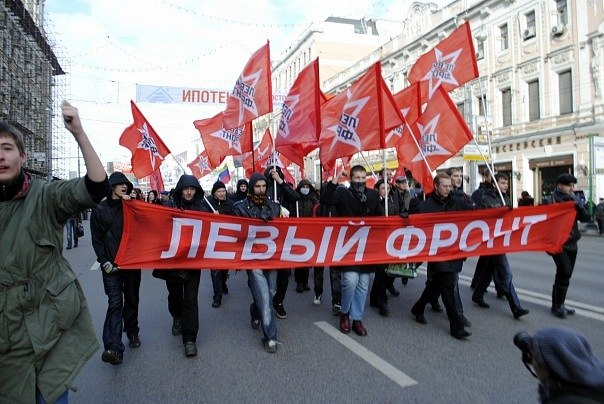
좌파전선 당원의 행진